# 乳腺管
乳腺管（Lactiferous ducts）是連結乳腺各小葉和乳頭的樹狀分枝管腺系統。在乳汁生成時，乳汁會透過平滑肌的收縮，經由乳腺管移動到乳頭。

## 構造
乳腺管內壁為由肌上皮細胞支撐著的柱狀上皮組織。若女性不是在泌乳期間，其乳腺管會由角蛋白栓塞。栓塞也可以防止細菌進入乳腺管中。在2005年之前，醫學界認為哺乳期間，乳暈部位的乳腺管會擴張、形成可積蓄乳汁的輸乳竇（lactiferous sinus），不過新的研究發現不存在沒有輸乳竇。。

## 功能
乳腺管的柱狀上皮組織在平衡乳汁產出、停滞與吸收上扮演關鍵角色。柱狀上皮組織會形成紧密连接，透過激素和局部因素（例如壓力和酪蛋白濃度）來調節。緊密連接的閉合需要透過促乳素和/或胎盤促乳素來驅動，而助孕酮則是分娩前避免緊密連接的主要激素。

## 臨床意義
大多數的乳房疾病不是發自乳腺管，就是和乳腺管密切相關。
- 乳癌好發於乳腺管上皮組織
- 葉囊瘤（英语：phyllodes tumor）和乳房導管內乳突瘤（英语：intraductal papilloma）
- 乳房疼痛常肇因於乳房葉囊中的分泌與乳腺管中的再吸收不平衡。
- 乳腺痛常肇因於乳房葉囊中乳汁分泌與乳腺管中乳汁吸收的不平衡。
- 非產後乳腺炎（英语：Nonpuerperal mastitis）常常因為類似機制，也有可能因為感染所造成
- 乳腺管擴張（英语：Duct ectasia of breast）的原因也類似
- 乳暈下囊腫（英语：subareolar abscess）與乳腺管鱗狀上皮化生
- 多數乳房纖維囊性變化（英语：fibrocystic breast changes）和囊腫和乳腺管有關